# Obinutuzumab
Obinutuzumab (được gọi là afutuzumab cho đến năm 2009)  là một kháng thể đơn dòng kháng CD20, có nguồn gốc từ Công nghệ sinh học GlycArt AG và được Roche phát triển như một phương pháp điều trị ung thư.
Nó có thể được sử dụng như là một phương pháp điều trị đầu tiên cho bệnh bạch cầu lymphocytic mạn tính kết hợp với hóa trị liệu hoặc với venetoclax, như là một phương pháp điều trị đầu tiên cho u lympho nang kết hợp với hóa trị liệu, và như điều trị cho u lympho nang tái phát hoặc kháng trị kết hợp với hóa trị liệu.

## Sử dụng trong y tế
Obinutuzumab được sử dụng kết hợp với chlorambucil như là một điều trị đầu tay cho bệnh bạch cầu lymphocytic mạn tính. Tỷ lệ sống không tiến triển của nó tốt hơn đáng kể so với rituximab trong cùng một tổ hợp (26,7 tháng so với 15,2 tháng, p <0,001) nhưng tỷ lệ sống sót chung của nó không tốt hơn đáng kể (tỷ lệ tử vong 8% so với 12%, p = 0,08).
Nó cũng được sử dụng kết hợp với bentamamine sau đó là đơn trị liệu bằng obinutuzumab để điều trị bệnh nhân ung thư hạch như một phương pháp điều trị thứ hai cho chế độ điều trị có chứa rituximab.
Nó không được thử nghiệm ở phụ nữ mang thai và là Loại thai kỳ C.

## Tác dụng phụ
Obinutuzumab có hai cảnh báo hộp đen: tái kích hoạt viêm gan B và bệnh não chất trắng đa ổ tiến triển.
Trong thử nghiệm lâm sàng quan trọng của obinutuzumab kết hợp với chlorambucil, các đối tượng thử nghiệm lâm sàng đã trải qua các phản ứng truyền dịch (69%; 21% độ 3/4), giảm bạch cầu trung tính (40%; 34% độ 3/4), giảm tiểu cầu (15%; 11% độ 3/4), thiếu máu (12%), và pyrexia và ho (mỗi loại 10%). Hơn 20% đối tượng có các xét nghiệm trong phòng thí nghiệm bất thường bao gồm calci và natri thấp, kali cao, tăng xét nghiệm creatinine huyết thanh và chức năng gan và nồng độ albumin thấp.
Có nguy cơ giảm tiểu cầu và xuất huyết với obinutuzumab; nên xem xét đến việc giữ lại các loại thuốc có thể làm tăng nguy cơ chảy máu.

## Cơ chế hoạt động
Obinutuzumab liên kết với CD20 trên các tế bào B và khiến các tế bào này bị phá hủy bằng cách tham gia hệ thống miễn dịch thích nghi, kích hoạt trực tiếp các con đường apoptosis nội bào và kích hoạt hệ thống bổ thể.

## Hóa học
Obinutuzumab là một kháng thể đơn dòng được nhân hóa hoàn toàn, liên kết với một epitope trên CD20, một phần trùng lặp với epitope được công nhận bởi rituximab.
Nền tảng công nghệ của GlycArt cho phép kiểm soát quá trình glycosyl hóa protein; các tế bào trong đó obinutuzumab được sản xuất đã được thiết kế để thể hiện quá mức hai enzyme glycosyl hóa, MGAT3 và Golgi mannosidase 2, làm giảm lượng fucose gắn vào kháng thể, từ đó làm tăng khả năng kích hoạt kháng thể tự nhiên của tế bào.
Chi tiết về cấu trúc của kháng thể được tiết lộ trong đề xuất đặt tên của WHO 2008.

## Lịch sử
Obinutuzumab được tạo ra bởi các nhà khoa học tại Công nghệ sinh học GlycArt, được thành lập năm 2000 với tư cách là một công ty spin-out của Viện Công nghệ Liên bang Thụy Sĩ tại Zurich để phát triển các kháng thể đơn dòng afucosylated; GA101 là một trong những sản phẩm hàng đầu của nó khi được Roche mua lại vào năm 2005.
Roche đã phát triển loại thuốc này ở Mỹ thông qua công ty con ở Mỹ, Genentech và tại Nhật Bản thông qua công ty con Chugai của Nhật Bản. Genentech hợp tác với Biogen Idec để khám phá việc sử dụng thuốc điều trị xơ gan mật nguyên phát nhưng đến năm 2014, sự xuất hiện của chỉ định đó đã dừng lại.
Vào ngày 13 tháng 11 năm 2013, FDA Hoa Kỳ đã phê duyệt obinutuzumab kết hợp với chlorambucil như một phương pháp điều trị đầu tiên cho bệnh bạch cầu lymphocytic mạn tính và là thuốc đầu tiên được chỉ định điều trị đột phá để được chấp thuận.
Vào tháng 10 năm 2014, NICE thông báo rằng NHS Anh sẽ không tài trợ cho việc sử dụng thuốc, do sự không chắc chắn về dữ liệu trong ứng dụng của Roche. Vào tháng 6 năm 2015, NICE tuyên bố sẽ tài trợ hạn chế sử dụng thuốc.
Trong khuyến nghị cuối cùng của họ về obinutuzumab, trong Tạp chí Thuốc ung thư Canada (pERC) tháng 1 năm 2015 để điều trị bệnh bạch cầu lymphocytic mạn tính, được công bố bởi Cơ quan Thuốc và Công nghệ Canada về Sức khỏe, giá niêm yết của obinutuzumab do nhà sản xuất Hoffmann- La Roche là $ 5,275,54 trên 1.000 đô la   lọ mg. Ở liều khuyến cáo, obinutuzumab có giá $ 15,826,50 "cho chu kỳ 28 ngày đầu tiên và" $ 5275,50 mỗi chu kỳ 28 ngày cho các chu kỳ tiếp theo. " 
Vào tháng 2 năm 2016, obinutuzmab đã được FDA chấp thuận theo chương trình Đánh giá ưu tiên để sử dụng kết hợp với bentamamine sau đó là liệu pháp đơn trị liệu bằng obinutuzumab để điều trị bệnh nhân mắc u lympho nang như một phương pháp điều trị thứ hai cho chế độ điều trị có chứa rituximab.
Vào tháng 1 năm 2019, FDA Hoa Kỳ đã phê duyệt ibrutinib kết hợp với obinutuzumab cho những người mắc bệnh bạch cầu lymphocytic mạn tính/u lympho lympho bào nhỏ chưa được điều trị trước đó.

## Nghiên cứu
Kể từ năm 2014, các thử nghiệm lâm sàng đã được tiến hành khám phá việc sử dụng obinutuzumab như một đơn trị liệu dòng thứ hai trong bệnh bạch cầu lymphocytic mạn tính tái phát/tái phát, như một liệu pháp đơn trị cho bệnh ung thư hạch không Hodgkin tái phát/không mắc bệnh ở những người có biểu hiện cao của bệnh ung thư hạch không Hodgkin và kết hợp với hóa trị liệu CHOP như một phương pháp điều trị đầu tiên cho những người mắc bệnh ung thư hạch tế bào B khuếch tán lớn dương tính CD20. Nó được gọi là GA101 trong quá trình nghiên cứu.